# Лазские мученики
Лазские мученики (груз. 300 ლაზი მოწამე) — группа из 300 христиан лазского происхождения, которые пострадали за веру в Христову в исторической области Лазистан (современные территории, охватывающие северо-восточную Турцию) в середине и второй половине XVII века, в период усиленной исламизации, проводимой османскими властями. Их память почитается 29 апреля по юлианскому календарю.

## Предание о мучениках
Сведения о Лазских мучениках сохранились преимущественно в устных преданиях. По широко распространённой версии, записанной в начале XX века грузинским историком З. Чичинадзе со слов мусульманина-лаза Х. Ходжи, жители нескольких деревень отказались принять ислам, за что были подвергнуты казни. По преданию, мучеников обезглавили: их тела сбросили в море, а головы насадили на колья и выставили для устрашения других христиан.
Топонимика местности вблизи современного села Эсенкыйы (историческое название — Абуисла) отражает память о событиях: гора Дудиквати (лазск. — «отсечение головы») и гора Папати (лазск. «папа» — священник, монах) связаны с местами предполагаемых казней мирян и духовенства соответственно. Предание локализует мученичество около этих вершин.
Исследователи датируют события второй половиной XVII века, в период активной исламизации османскими властями христианского населения региона.

## Канонизация и почитание
18 августа 2003 года Священный синод Грузинской Православной Церкви канонизировал Лазских мучеников. 23 декабря 2003 года их память была внесена в месяцеслов Русской Православной Церкви.
6 февраля 2007 года, на горе Сарписмта, близ села Сарпи (граница с Турцией), митрополит Батумский и Кобулетский Димитрий (Шиолашвили) освятил закладной камень мужского монастыря в честь Лазских мучеников.